# غار وریووکینا
غار وریووکینا (گرجی: ვერიოვკინის მღვიმე) با ۲۲۱۲ متر عمق، عمیق‌ترین غار شناخته شده روی کرهٔ زمین است. این غار در منطقه مورد مناقشه سیاسی آبخازیا در گرجستان واقع شده‌است. ورودی غار دارای مقطع ۳ در ۴ متر (۹٫۸ در ۱۳٫۱ فوت)، و در توده عربیکا، رشته کوه گاگرا در غرب قفقاز، در گذرگاه بین زونت، نزدیک به دامنه‌های کوه کرپوست واقع شده‌است. عمق شفت ورودی آن ۳۲ متر (۱۰۵ فوت) است.

## نامگذاری
در سال ۱۹۶۸ میلادی این غار به نام علمی S-115 ثبت شد که بعداً با نام P1-7 جایگزین شد. سپس در سال ۱۹۸۶ به نام غارنورد و غواص معروف «الکساندر ورووکین» تغییر نام داد. ورووکین در سال ۱۹۸۳ هنگام کاوش در غار Su-Akan درگذشت.

## کشف

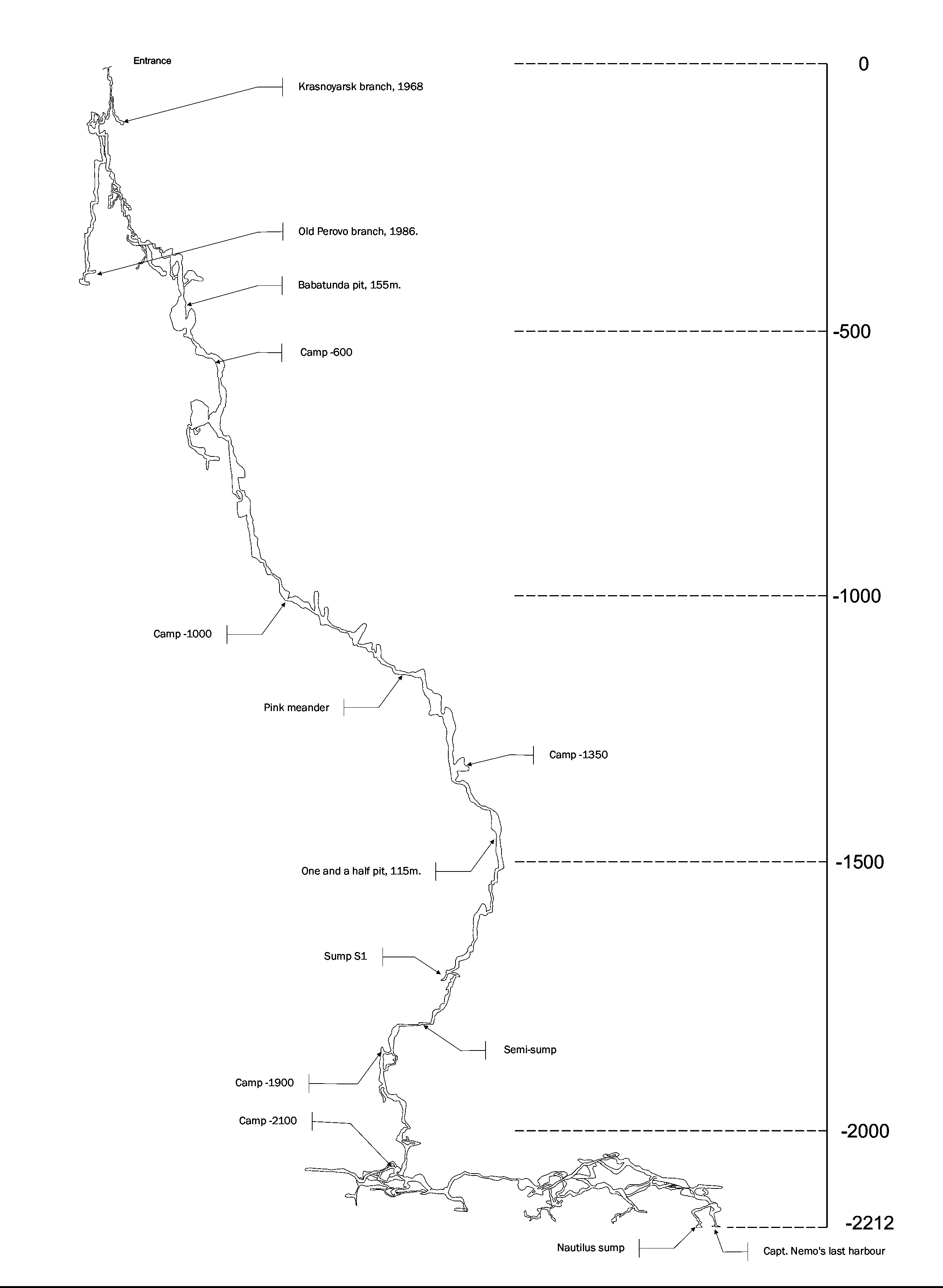
نقشهٔ نمای شرقی

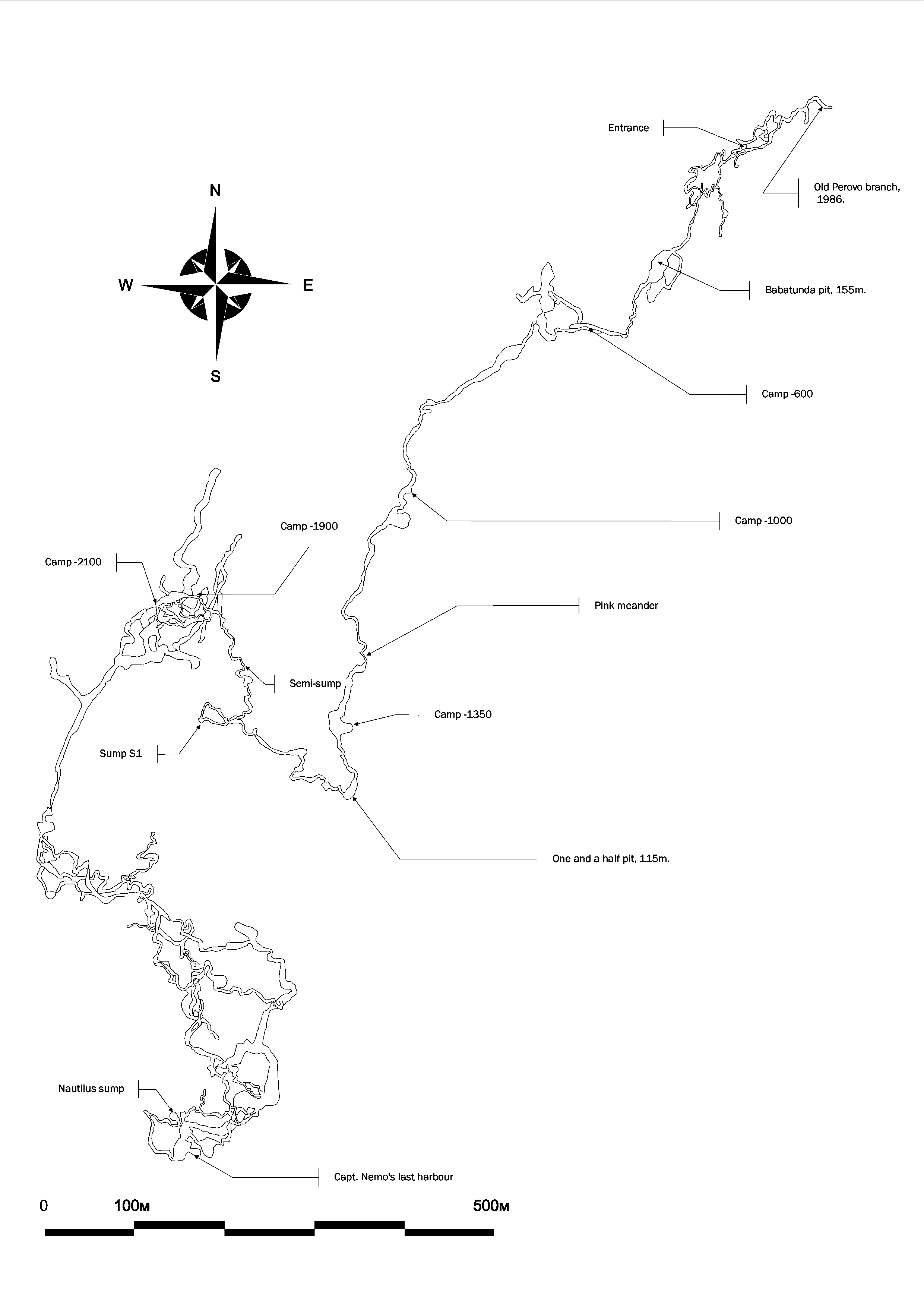
نقشهٔ غار

- ورودی در منطقه گاگرا در آبخازیا، گرجستان واقع شده‌است.
- ۱۹۶۸: غار توسط غارنوردان کراسنویارسک کشف شد. آنها به عمق ۱۱۵ متری غار رسیده و آن را روی نقشه به عنوان S-115 علامت گذاری کردند.
- ۱۹۸۲: غار برای دومین بار توسط گروه غارنشین «پروو» از مسکو کشف شد و به عنوان P1-7 ثبت شد.
- ۱۹۸۳–۱۹۸۶: غارنوردان همان تیم به اکتشاف ادامه دادند و به عمق ۴۴۰ متری رسیدند.
- ۱۹۸۶–۲۰۰۰: کار در غار انجام نشد.

## اکتشافات پس از سال ۲۰۰۰

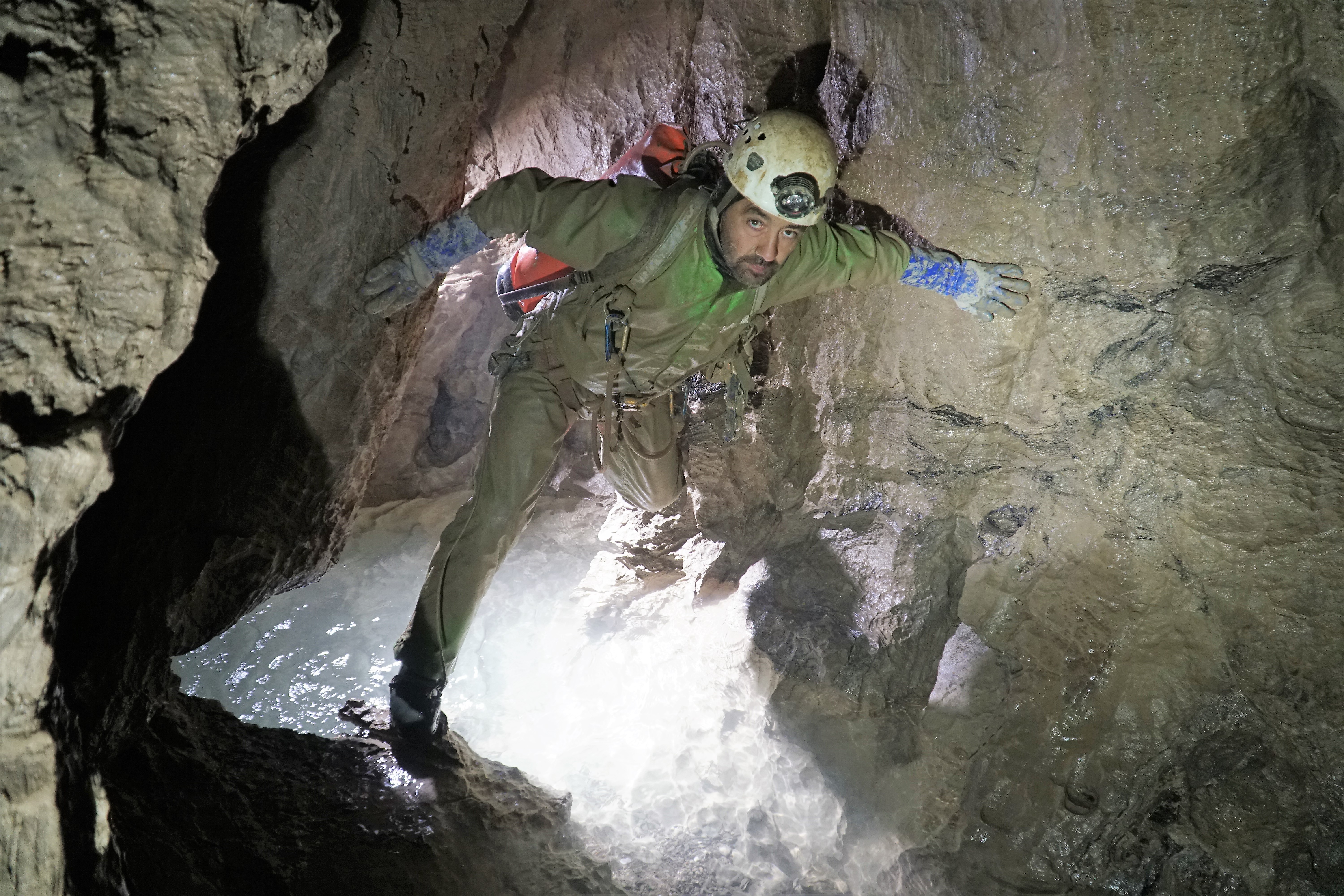
عضو تیم Perovo-Speleo با عبور از گذرگاه سیل‌زده در عمق -۱۴۰۰ متر، در سال ۲۰۱۸

- از سال ۲۰۰۰ تا ۲۰۱۵ - باشگاه غارنشین "Perovo" و تیم آن "Perovo-speleo" در پایین غار تحقیق کردند. با وجود تلاش‌ها، عمیق‌ترین عمق کشف شدهٔ غار شناخته شده همان ۴۴۰ متر باقی ماند.
- اوت ۲۰۱۵ - غارنوردان "Perovo" شفت جدیدی کشف کردند، اما نتوانستند وارد آن شوند زیرا طناب نداشتند. این کشف راه را برای یک سری اکتشافات بعدی باز کرد.
- ژوئن ۲۰۱۶ - تیم "Perovo-speleo" اعزام شد تا از همان نقطه قبلی بررسی را شروع کند.. آنها گودالی را بررسی کردند که حدود ۳۰ متر عمق داشت و سیستم کوچکی از معابر در زیر آن وجود داشت. روز بعد Evgenyj Kuzmin از دیوار تخته سنگ‌ها بالا رفت و سر گودال باباتوندا را پیدا کرد. بعداً عمق آن ۱۵۶ متر (۵۱۲ فوت) تخمین زده شد. آن گروه توانست به عمق ۶۳۰ متری دست یابد.
- اوت ۲۰۱۶ - یک گروه مشترک تیم "Perovo-speleo" و "Perovo" speleoclub به عمق ۱٬۰۱۰ متر (۳٬۳۱۰ فوت) دست یافتند.
- اکتبر ۲۰۱۶ - تیم "Perovo-speleo" به عمق ۱٬۳۵۰ متر (۴٬۴۳۰ فوت) دست یافت.
- فوریه ۲۰۱۷ - اعزام تیم "Perovo-speleo" به عمق ۱٬۸۳۲ متر (۶٬۰۱۰ فوت). این غار پس از غار کروبرا (ورونیا) دومین غار عمیق جهان نام گرفت.
- اوایل اوت ۲۰۱۷ - گروه "Perovo" غار را تا عمق ۲٬۱۵۱ متر (۷٬۰۵۷ فوت) بررسی کردند.
- اواخر ماه اوت ۲۰۱۷ - به "Perovo-speleo" تیم عمق ۲٬۲۰۴ متر (۷٬۲۳۱ فوت) رسیده و به این ترتیب رکورد جهانی جدیدی در غارهای عمیق ثبت شد. یک سیستم عظیم بیش از ۶٬۰۰۰ متر (۲۰٬۰۰۰ فوت) از معابر زیر افقی زیر −۲٬۱۰۰ متر (−۶٬۹۰۰ فوت) کشف و بررسی شد.
- مارس ۲۰۱۸ - افراد دیگری از همین تیم بیش از یک کیلومتر تونل به نقشه غار اضافه کرد. آنها همچنین عمق دریاچه سیفون پایانه The Last Nemo Station را اندازه‌گیری کردند. ۸٫۵ متر (۲۸ فوت) بود و بدین ترتیب عمق کل غار به ۲٬۲۱۲ متر (۷٬۲۵۷ فوت) رسید.
- سپتامبر ۲۰۱۸ - یک تیم عکاسی "Perovo-speleo" به رهبری پاول دمیدوف با عکاس انگلیسی غار «رابی شون» انجام شد. این تیم به سختی از سیل ناشی از طوفان بارانی که سطح پایین غار را پر کرده بود نجات یافتند.
- اوت ۲۰۱۹ - طول غار نهایی، ۲٬۲۱۲ متر (۷٬۲۵۷ فوت) توسط اعضای تیم کاوش "Perovo" مورد بررسی قرار گرفت.
- اوت ۲۰۲۱ - گروه "Perovo" جسد یک گردشگر را در عمق −۱٬۱۰۰ متر (−۳٬۶۰۰ فوت) کشف کردند. او بعداً به عنوان سرگئی کوزیف شناخته شد که در ۱ نوامبر ۲۰۲۰ خانه خود را در سوچی (روسیه) ترک کرد و شروع به فرود به Veryovkina کرد، جایی که حدود یک هفته را در −۶۰۰ متر (−۲٬۰۰۰ فوت) کمپ دائمی گذراند. وی سپس فرود خود را به سمت قسمت‌های چالش‌برانگیز در −۱٬۱۰۰ متر (−۳٬۶۰۰ فوت) غار شروع کرد ولی به دلیل تجهیزات و مهارت ناکافی گیر کرد و بر اثر هیپوترمی جان باخت.[۱] جسد او در نهایت پس از یک عملیات پیچیده در ۱۷ اوت ۲۰۲۱ بازیابی شد.[۲]